# Parallel Virtual Machine
Parallel Virtual Machine je rozhraní pro paralelní programy. Není závislé na implementaci a je tak funkční i mezi počítači s rozdílnými operačními systémy. Jedná se o komunikační vrstvu využívající zejména TCP protokol za účelem spojení výkonu procesorů více počítačů k vytvoření virtuálního superpočítače. 
Pro komunikaci po síti používá systém zasílání zpráv metodou broadcastu - zasílání zpráv celé skupině, nebo metodou multicastu - zasílání zpráv pouze vybrané skupině účastníků komunikace.
Následovníkem tohoto rozhraní je MPI.